# テデン・メンギ
- テデン・メンギ

テデン・メンギ（Teden Mengi, 2002年4月30日 - ）は、イングランド・グレーター・マンチェスター州マンチェスター出身のサッカー選手。プレミアリーグ・ルートン・タウンFC所属。ポジションはDF。

## クラブ経歴
マンチェスター出身。幼い頃からマンチェスター・ユナイテッドFCのユースアカデミーに入所し、2017年からはU-18チームやユース世代のイングランド代表でも主軸としてプレーし、2019年にプロ契約を締結。2019-20シーズンは当時はU-18チームでプレーしていたが、シーズン途中にU-23チームに昇格。更に新型コロナウイルスの世界的感染によるプレミアリーグの約3ヶ月の中断後にリーグ戦の過密日程により、監督オーレ・グンナー・スールシャールは、若手選手の積極登用を明言し、メンギもトップチームに昇格。2020年8月5日のUEFAヨーロッパリーグ決勝トーナメント一回戦のLASKリンツ戦でプロデビュー。9月27日に正式にトップチーム登録が決定した。
2021年2月1日、ダービー・カウンティFCに2020-21シーズン終了までのローン移籍で加入したことが発表された。
2022年1月4日、バーミンガム・シティFCにレンタル移籍。
2023年8月31日、契約年数非公開でルートン・タウンFCへ完全移籍した。

## 代表歴
2019年にアイルランドで開催されたUEFA U-17欧州選手権にU-17イングランド代表として出場。オランダ、フランス、スウェーデンが同居したグループBで闘ったものの3位で終わった。

## 人物
- メンギの一家はアンゴラにルーツを持っている[要出典]。

## 個人成績
| クラブ                       | シーズン | リーグ             | リーグ戦 | リーグ戦 | カップ戦 | カップ戦 | リーグ杯 | リーグ杯 | 国際大会 | 国際大会 | その他 | その他 | 合計 | 合計 |
| クラブ                       | シーズン | リーグ             | 出場     | 得点     | 出場     | 得点     | 出場     | 得点     | 出場     | 得点     | 出場   | 得点   | 出場 | 得点 |
| ---------------------------- | -------- | ------------------ | -------- | -------- | -------- | -------- | -------- | -------- | -------- | -------- | ------ | ------ | ---- | ---- |
| マンチェスター・ユナイテッド | 2019-20  | プレミアリーグ     | 0        | 0        | 0        | 0        | 0        | 0        | 1        | 0        | 0      | 0      | 1    | 0    |
| マンチェスター・ユナイテッド | 2020-21  | プレミアリーグ     | 0        | 0        | 0        | 0        | 0        | 0        | 0        | 0        | 0      | 0      | 0    | 0    |
| マンチェスター・ユナイテッド | 通算     | 通算               | 0        | 0        | 0        | 0        | 0        | 0        | 1        | 0        | 0      | 0      | 1    | 0    |
| ダービー                     | 2020-21  | チャンピオンシップ | 9        | 0        | -        | -        | -        | -        | -        | -        | 0      | 0      | 9    | 0    |
| ダービー                     | 通算     | 通算               | 9        | 0        | -        | -        | -        | -        | -        | -        | 0      | 0      | 9    | 0    |
| 総通算                       | 総通算   | 総通算             | 9        | 0        | 0        | 0        | 0        | 0        | 1        | 0        | 0      | 0      | 10   | 0    |